# Грб општине Бела Црква
Скупштина општине Бела Црква на седници одржаној 6. јуна 2002. године, донела је Статут општине. У члану 5. се дефинише изглед грба и заставе:
"Општина Бела Црква има свој грб плаве боје и који је ликовно изражен штитом. У средишњем овалу штита налази се бела црквица на брежуљку. Са ове стране штита налази се по један грозд, а испод два класа жита. Поврх штита налази се тврђава са пет кула."